# 오카다촌 (이바라키현 이나시키군)
오카다촌(岡田村)은 이바라키현 가와치군·이나시키군에 일찍이 존재했던 촌이다. 현재의 우시쿠시 중부에 해당한다.

## 역사
- 1889년 4월 1일 - 정촌제 시행에 수반해 가와치군 오카다촌이 성립하였다.
- 1896년 4월 1일 - 이나사키군이 성립하여, 이나사키군 오카다촌이 되었다.
- 1954년 4월 1일 - 우시쿠정과 합병해, 우시쿠정이 성립하여, 오카다촌은 폐지되었다.